# Рио-Браво (муниципалитет)
Ри́о-Бра́во (исп. Río Bravo) — муниципалитет в Мексике, штат Тамаулипас с административным центром в городе Сьюдад-Рио-Браво. Численность населения, по данным переписи 2010 года, составила 118 259 человек.

## Общие сведения
Название Río Bravo заимствовано у протекающей здесь одноимённой реки.
Площадь муниципалитета равна 1584 км², что составляет 1,97 % от общей площади штата, а наивысшая точка — 43 метра, расположена в поселении Эль-Карибе.
Он граничит с другими муниципалитетами штата Тамаулипас: на востоке с Матаморосом и Валье-Эрмосо, на юге с Сан-Фернандо и Мендесом, и на западе с Рейносой, а на севере проходит государственная граница с Соединёнными Штатами Америки.

## Учреждение и состав
Муниципалитет был образован в 1962 году, в его состав входит 408 населённых пунктов, самые крупные из которых:
| Код INEGI | Населённый пункт                                                                 | Численность населения (2005 год) | Численность населения (2010 год) |
| --------- | -------------------------------------------------------------------------------- | -------------------------------- | -------------------------------- |
| 033       | Всего                                                                            | 106842                           | 118259                           |
| 0001      | Сьюдад-Рио-Браво (исп. Ciudad Río Bravo) 25°58′54″ с. ш. 98°05′25″ з. д.         | 83736                            | 95647                            |
| 0291      | Нуэво-Прогресо (исп. Nuevo Progreso) 26°03′22″ с. ш. 97°57′08″ з. д.             | 8984                             | 10178                            |
| 0340      | Санта-Аполония (исп. Santa Apolonia) 25°38′36″ с. ш. 97°59′03″ з. д.             | 1421                             | 1288                             |
| 0236      | Кандидо-Агилар (исп. Cándido Aguilar) 25°28′45″ с. ш. 97°59′04″ з. д.            | 603                              | 652                              |
| 0373      | Амплиасьон-Рио-Браво (исп. Ampliación Río Bravo) 25°56′25″ с. ш. 98°07′39″ з. д. | 532                              | 572                              |
| 0438      | Бреча-124 (исп. Brecha 124 Con Vía de FFCC) 25°59′29″ с. ш. 97°58′08″ з. д.      | 149                              | 568                              |
| 0256      | Эмилио-Портес-Хиль (исп. Emilio Portes Gil) 25°49′57″ с. ш. 97°57′14″ з. д.      | 535                              | 480                              |

## Экономика
По статистическим данным 2000 года, работоспособное население занято по секторам экономики в следующих пропорциях: сельское хозяйство, скотоводство и рыбная ловля — 10,8 %, промышленность и строительство — 37,3 %, сфера обслуживания и туризма — 48,4 %, прочее — 3,5 %.

## Инфраструктура
По статистическим данным 2010 года, инфраструктура развита следующим образом:
- электрификация: 97,3 %;
- водоснабжение: 94,7 %;
- водоотведение: 84,8 %.

## Фотографии

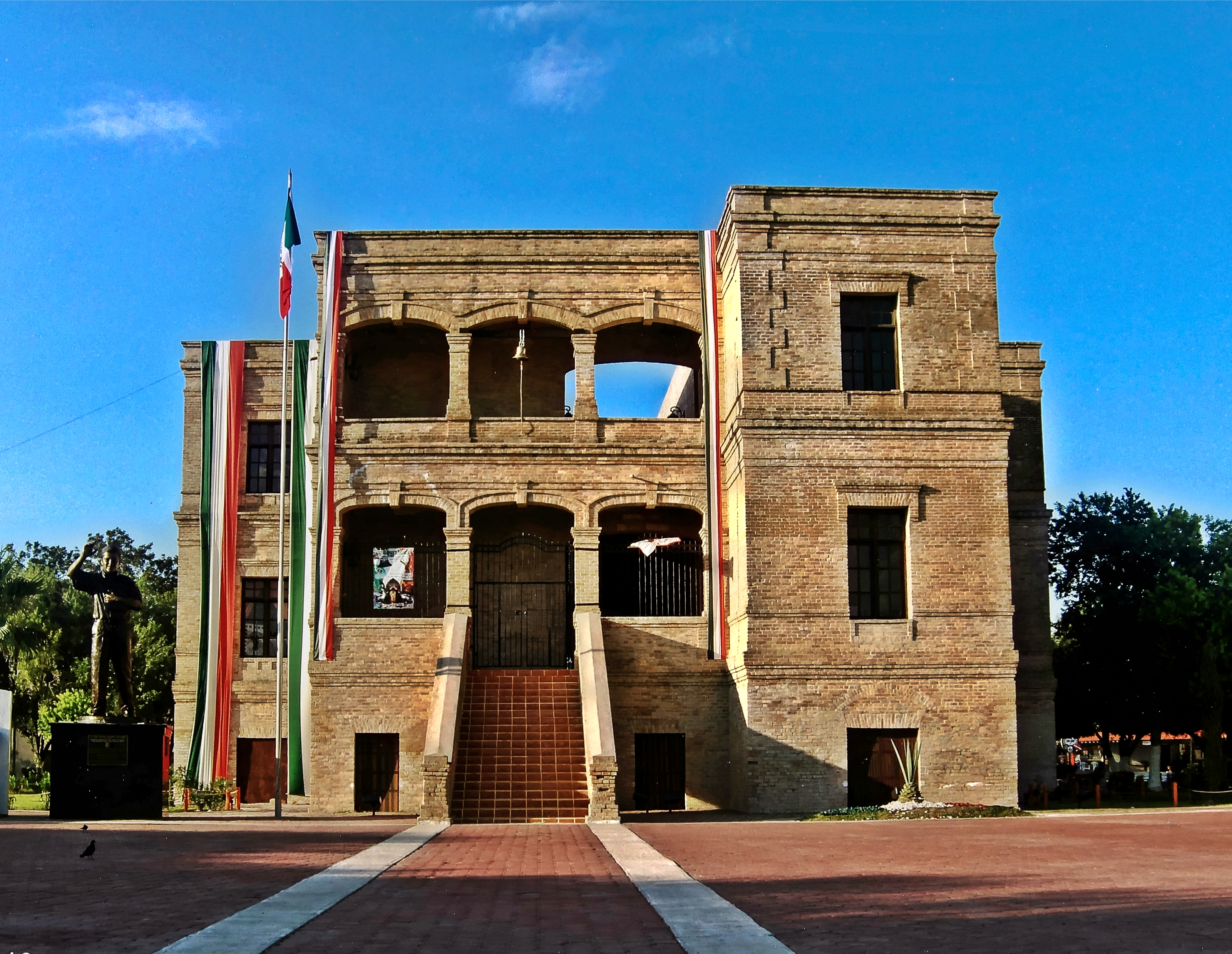
Бывшая асьенда Ла-Саутенья
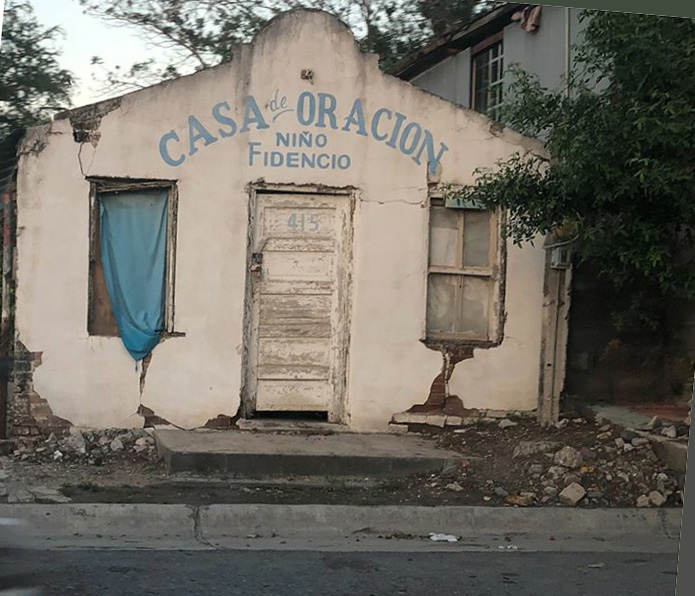
Дом Орасьона
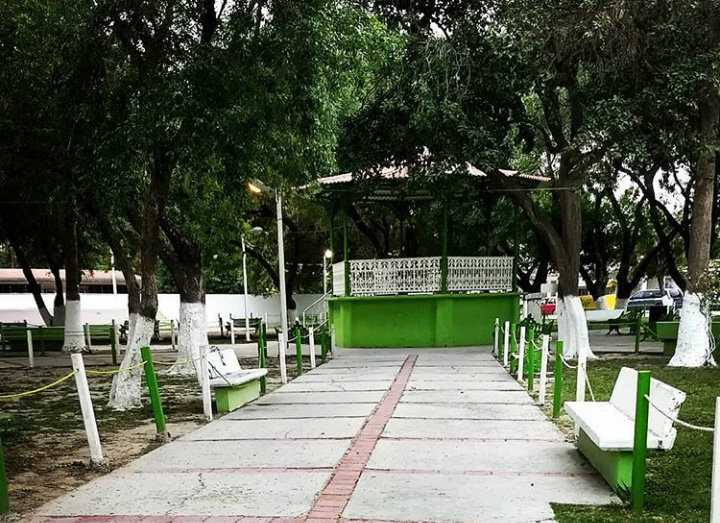
Парк в Нуэво-Прогресо